# Emanuel Wenzel von Kolowrat-Krakowsky

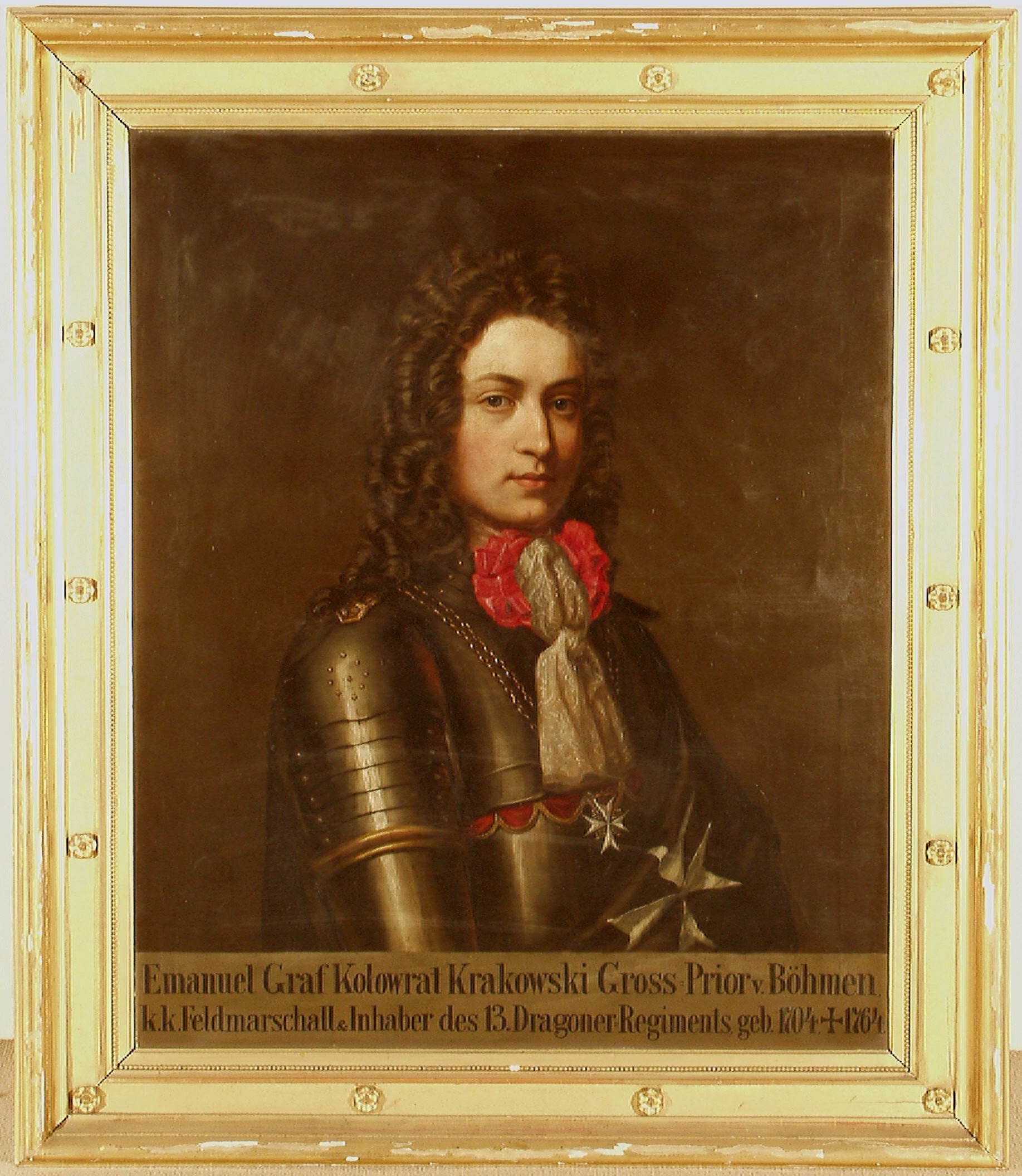
Emanuel Wenzel Graff Krakowsky von Kolowrat als Großprior

Emanuel Wenzel Graf von Kolowrat-Krakowsky (* 26. Dezember 1700 in Prag; † 14. Juni 1769 in Strakonitz) war ein böhmischer Adliger, General der Kavallerie und Großprior des Malteserordens. 

## Leben
Er stammte aus der Linie Kolowrat-Krakowsky. Seine Eltern waren Maximilian Norbert Graf von Kolowrat-Krakowsky und dessen erste Ehefrau Maria Barbara Elisabeth geb. Gräfin von Würben. In jungen Jahren trat er in das Militär ein und wurde bereits mit drei Jahren Mitglied des Malteserordens. Zunächst diente er als Rittmeister im Kürassier-Regiment Birkenfeld. Darauf erfolgte seine Beförderung zum Major. 1738 wurde er Kommandant des Malteserordens. In den Türkenkriegen nahm er 1739 an der Schlacht bei Grocka teil, in der er schwer verwundet wurde. 1741 avancierte er zum Oberst, am 27. Juni 1745 zum Generalmajor, 1754 zum Feldmarschall-Leutnant und am 17. Januar 1758 zum General der Kavallerie. Zu Beginn des Siebenjährigen Krieges kommandierte er eine Division. Später bekleidete er das Amt des Botschafters des Maltersordens, dessen Großprior in Böhmen und Schlesien er wurde. Er war Inhaber eines Kavallerie-Regiments, das 1801 aufgelöst wurde. Emanuel Wenzel von Kolowrat-Krakowsky starb 1769 im Alter von 69 Jahren.  